# 霍伊希林根
霍伊希林根是德国巴登-符腾堡州的一个市镇。总面积9.04平方公里，总人口1812人，其中男性924人，女性888人（2011年12月31日），人口密度200人/平方公里。